# Saint-Prix-lès-Arnay
Saint-Prix-lès-Arnay è un comune francese di 253 abitanti situato nel dipartimento della Côte-d'Or nella regione della Borgogna-Franca Contea.

## Società

### Evoluzione demografica
Abitanti censiti